# Doug Holden
Albert Douglas "Doug" Holden (født 28. september 1930 i Manchester, England, død 7. april 2021) var en engelsk fodboldspiller, der spillede tolv sæsoner som forsvarsspiller hos Bolton Wanderers. Her var han blandt andet med til at vinde FA Cuppen i 1958 efter finalesejren på 2-0 over Manchester United. Han spillede også tre sæsoner i Preston North End.
Holden spillede desuden fem kampe for Englands landshold, som han debuterede for 11. april 1959 i et opgør mod Skotland.

## Titler
FA Cup
- 1958 med Bolton Wanderers